# 卡萝尔-安·卡尼埃尔
卡萝尔-安·卡尼埃尔（英語：Karol-Ann Canuel，1988年4月18日—），加拿大女子自行车运动员，2016年世界公路自行车锦标赛女子团体计时赛金牌得主、2017年世界公路自行车锦标赛女子团体计时赛银牌得主、2018年世界公路自行车锦标赛女子团体计时赛银牌得主。